# بالابر پله

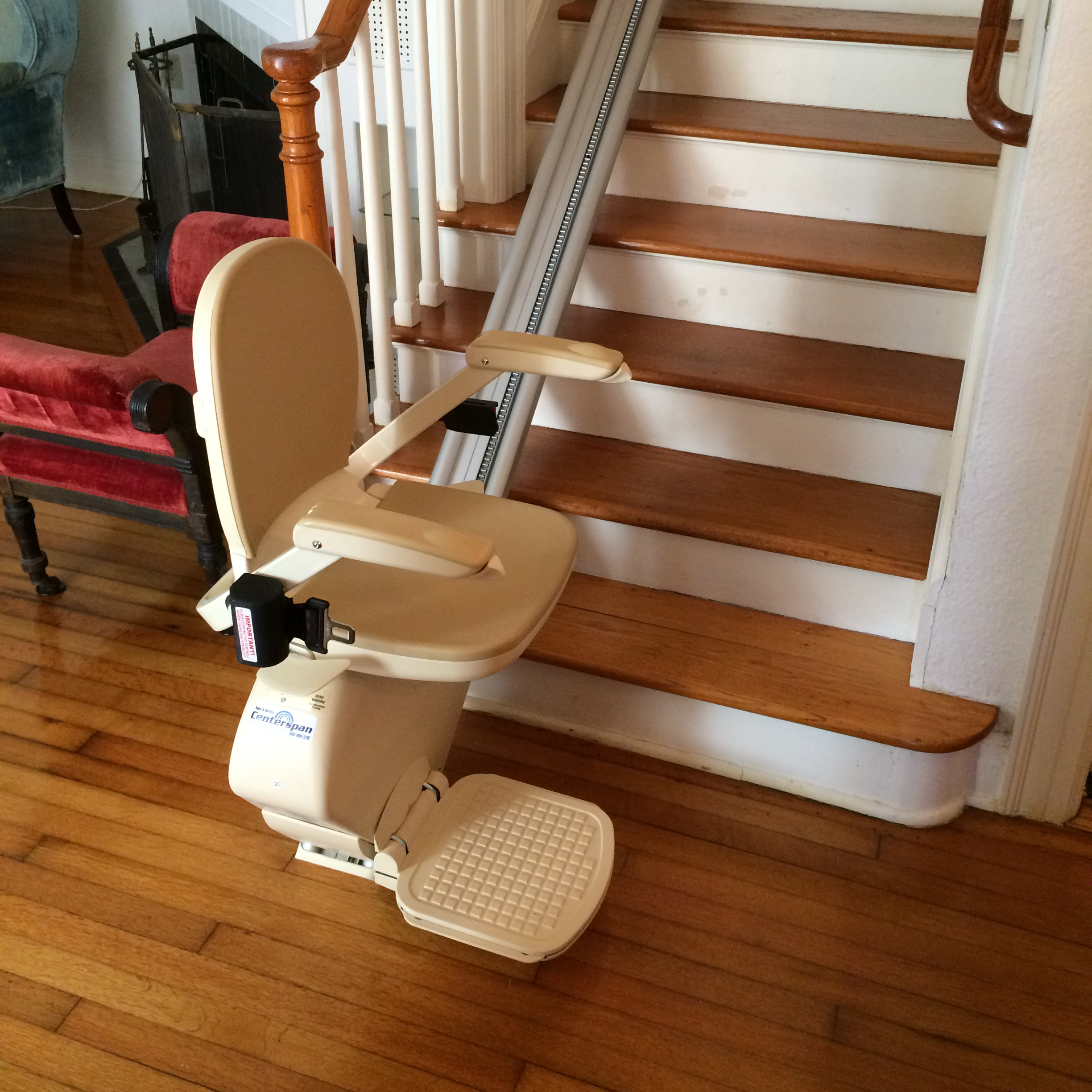
آسانسور پله پزشکی

بالابر پله (stairlift) یا صندلی بالابر پله را می‌توان به نوعی در گروه آسانسورها طبقه‌بندی کرد. صندلی متحرک وسیله‌ای است که دارای یک صندلی تاشو یک موتور گیربکس کوچک و یک ریل است که همگی این‌ها در کنار هم ابزاری را می‌سازند که جهت جابجایی افراد ناتوان در ساختمانهای عموماً دوبلکس کاربرد دارد.
از اولین کمپانی‌های تولیدکننده این دستگاه‌ها می‌توان به شرکت آمریکایی Inclinator اشاره نمود که در دهه ۱۹۳۰ تبلیغ و به فروش رفتند.
این محصول روی دیوار یا نرده راه‌پله نصب می‌شود و با استفاده از جریان برق، فرد را در پله‌ها جابه‌جا می‌کند. استفاده از بالابر پله مدل نفربر بسیار آسان است و افراد تنها با فشردن دو کلید می‌توانند از پله‌ها استفاده کنند. این محصول روی یک ریل فلزی نصب می‌شود و به همین خاطر نصب آن به تخریب ساختمان یا دیوارهای راه‌پله نیازی ندارد. این بالابرها در دو نوع برق ac و dc تولید می‌شوند که در نمونه‌های dc معمولاً به صورت باتری دار می‌باشند.
تفاوت بالابر پله و پله‌برقی
بالابر پله (Stairlift) و پله‌برقی (Escalator) دو راه‌حل مکانیزه برای جابجایی افراد میان طبقات هستند که هر یک کاربردها، مزایا و محدودیت‌های خاص خود را دارند.
بالابر پله که با نام‌هایی چون صندلی پله‌رو یا پله‌پیما نیز شناخته می‌شود، دستگاهی موتوردار است که یک صندلی متحرک را روی ریل نصب‌شده در امتداد پله‌ها جابجا می‌کند. این وسیله عمدتاً برای افراد سالمند، توان‌یاب یا افرادی که در بالا و پایین رفتن از پله‌ها دچار مشکل هستند طراحی شده است. بالابر پله به صورت اختصاصی روی پله‌های یک ساختمان نصب می‌شود و معمولاً در خانه‌ها، اماکن مسکونی، یا مراکز درمانی استفاده می‌شود.
در مقابل، پله‌برقی نوعی نوار نقاله پله‌ای است که به صورت مداوم حرکت می‌کند و افراد زیادی را به‌طور همزمان در یک مسیر مشخص (معمولاً در مراکز تجاری، متروها و فرودگاه‌ها) جابجا می‌کند. پله‌برقی فضای بیشتری را اشغال می‌کند و برای محیط‌هایی با تردد عمومی بالا مناسب است.
از تفاوت‌های کلیدی این دو سیستم می‌توان به موارد زیر اشاره کرد:
ویژگی‌ها	بالابر پله	پله‌برقی
نوع جابجایی	فردی (صندلی‌محور)	جمعی (پله‌محور)
محل استفاده	منازل، ساختمان‌های کوچک	مراکز عمومی، تجاری، ایستگاه‌ها
مصرف انرژی	کم	بالا
نصب و نگهداری	ساده و کم‌هزینه	پیچیده و پرهزینه
مناسب برای	سالمندان و توان‌یابان	عموم مردم
نیاز به ساختار خاص	ندارد (قابل نصب روی هر پله‌ای)	نیاز به طراحی ویژه
برای آشنایی بیشتر با انواع بالابر پله و مشاهده نمونه‌های اروپایی این تجهیزات، می‌توانید به صفحه‌ی زیر مراجعه نمایید:
https://balaafzar.ir/product/قیمت-بالابر-پله-رو-صندلی-اروپایی/